# Lacaugne
 Lacaugne  es una población y comuna francesa, en la región de Mediodía-Pirineos, departamento de Alto Garona, en el distrito de Muret y cantón de Rieux-Volvestre.

## Historia
Desde la Edad Media hasta su desaparición en 1790 durante la Revolución francesa, Lacaugne formó parte de la diócesis de Rieux.

## Demografía
| 144 | 154 | 149 | 179 | 170 | 168 |
| Para los censos de 1962 a 1999 la población legal corresponde a la población sin duplicidades (Fuente: INSEE [Consultar]) |     |     |     |     |     |

## Monumentos

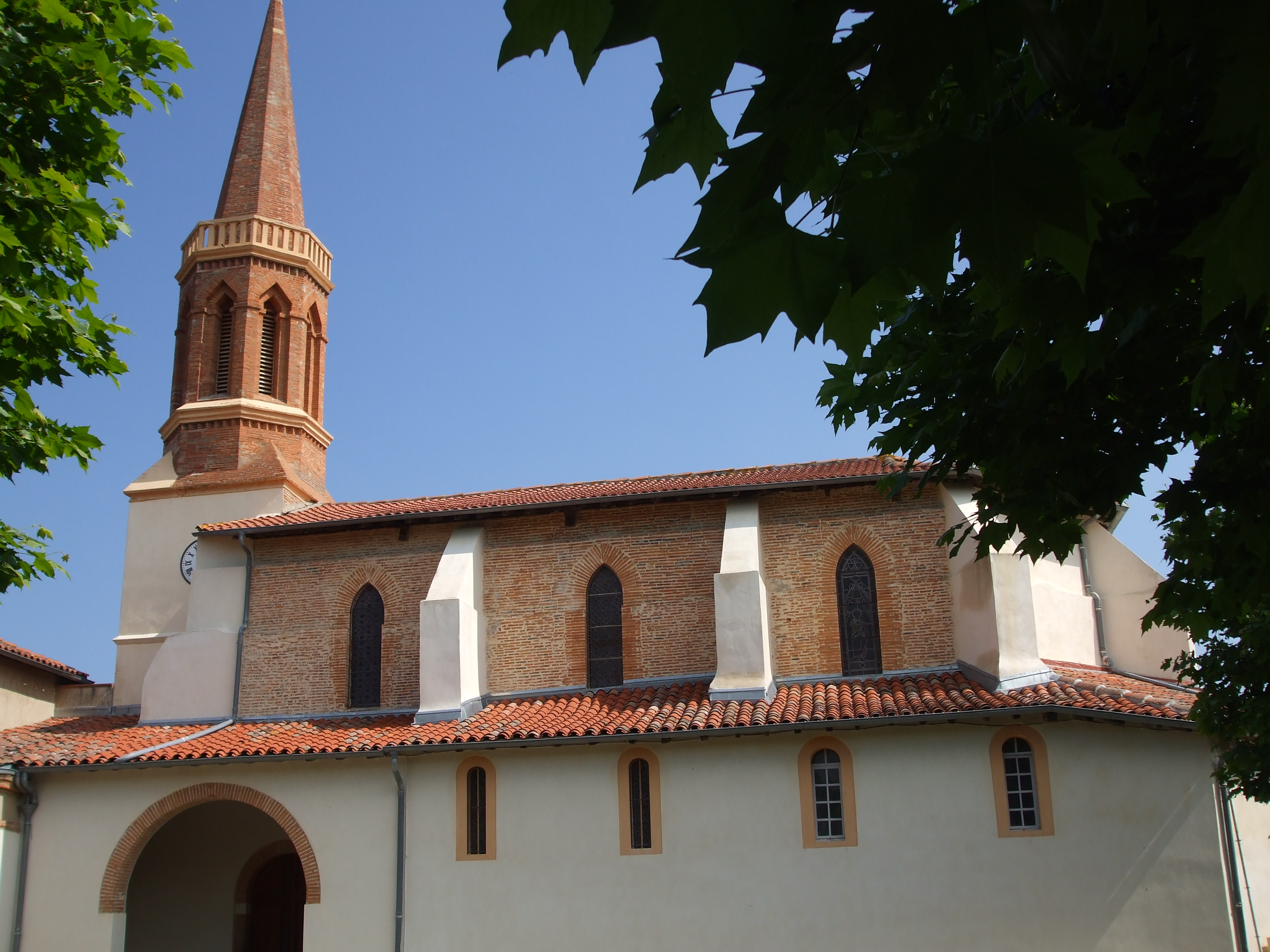
Iglesia de Santa Magdalena

- Molino
- Iglesia de Santa Magdalena